# Alan Schons
Alan Eduardo Schons (Bom Princípio, 24 maggio 1993) è un calciatore brasiliano, centrocampista del Brasil de Farroupilha.

## Palmarès

### Club

#### Competizioni nazionali
- Coppa di Lega portoghese: 1

Moreirense: 2016-2017